# Nilea erebiae
Nilea erebiae là một loài ruồi trong họ Tachinidae.